# Fuck You
"Fuck You" é uma canção da cantora e compositora britânica Lily Allen. Foi usada como terceiro single do terceiro álbum de estúdio de Allen, It's Not Me, It's You (2009). A canção se tornou quase um hino gay por causa da mensagem da canção. A canção foi apresentada no piloto de Suburgatory,da ABC.

## Canção
A canção apareceu originalmente na página oficial de Allen no Myspace junta com as músicas "I Could Say" e "I Don't Know" (mais tarde lançada como "The Fear") sob o título de "Guess Who Batman". A canção foi escrita por Allen com auxílio de Greg Kurstin. De acordo com as revistas NME e Rolling Stone, a canção é um protesto contra George W. Bush. Em 2 de abril de 2009, durante um concerto no Teatro Wiltern em Los Angeles, Allen afirmou que a letra da música era sobre George. Em um concerto em São Paulo, Brasil, Allen afirmou: "Isto foi originalmente escrito sobre este maldito idiota que costumava ser o Presidente dos Estados Unidos da América. Seu nome é George W. Bush."

## Desempenho nas paradas
"Fuck You" estreou no número 37 no Canadian Top 100, também entrou no Billboard Hot 100 dos EUA com um pico de 68.Também estreou no número 154 no UK Singles Chart. Também entrou em paradas da Bélgica, Finlândia, Noruega, Suécia, França, Austrália, e Suíça.

## Videoclipe
O videoclipe da canção foi postado na página oficial da Parlophone no YouTube em 15 de junho de 2009. No clipe, filmado em Paris, Allen começa tirando uma foto dela pelada, em um hotel. Depois que Allen sai do hotel, ela começa a modificar os objetos e as pessoas, mostrando como seria o mundo se ele fosse do jeito que ela gosta. Em uma das cenas, pode se ver a Torre Eiffel e uma réplica da Estátua da Liberdade.